# Столкновительное возбуждение
Столкнови́тельное возбужде́ние — один из процессов, в результате которого в спектре эмиссионных туманностей — планетарных туманностей или областей H II — возникают линии испускания.
В этих астрономических объектах бо́льшая часть атомов ионизируются фотонами, исходящими от горячих звёзд, находящихся внутри туманности. От атомов при этом отделяются электроны (называемые фотоэлектронами), которые могут сталкиваться с другими атомами или ионами, приводя их в возбуждённое состояние. Когда же возбуждённые атомы возвращаются в основное состояние, они излучают фотон.
Такие линии могут наблюдаться только в газах очень низкой плотности (обычно меньше нескольких тысяч частиц на см³). При более высоких плотностях происходит обратный процесс столкновительного девозбуждения (тушения), и атомы не успевают испускать фотоны. Даже самый разреженный газ, полученный в земных условиях, слишком плотен, чтобы в его спектре появились эти линии (поэтому позже они получили название запрещённых линий). Когда Уильям Хаггинс впервые изучил спектр туманности Кошачий Глаз и обнаружил линии, не принадлежащие ни одному известному элементу, он приписал их новому элементу — небулию. В конце концов оказалось, что эти линии принадлежат дважды ионизированному кислороду, находящемуся в сильно разреженном состоянии.
Линии, вызванные столкновительным возбуждением, имеют важное значение для исследований газовых туманностей, так как с их помощью можно измерить плотность и температуру газа.
Процесс столкновительного возбуждения сходен с катодолюминесценцией. И в том, и в другом процессе атомы возбуждаются из-за столкновения с электронами, однако катодолюминесценция вызывается искусственно (прямым облучением электронами, а не светом), она не является спонтанным процессом, может наблюдаться в (относительно) плотных газах.